# شکارچی‌گونان
شکارچی‌گونان (نام علمی: Orionides) نام کلاد اصلی سخت‌دنبان است که حدود ۱۷۵.۶ میلیون سال پیش به وجود آمده اند این گروه بیشتر اعضای بالاخانواده سخت دنبان به غیر از چند نمونه ابتدایی مانند مونولوفوسور را در بر می گیرد شکارچی گونان به دو گروه مگالوساروید و پرنده ددپایان تقسیم می شوند.